# Gâteau breton
Pour les articles homonymes, voir Gâteau et Breton (homonymie).
Le gâteau breton est une pâtisserie et spécialité culinaire traditionnelle emblématique de la cuisine bretonne, originaire du pays de Lorient en Bretagne, à base de pâte sablée (beurre demi-sel, jaune d'œuf, farine, sucre).

## Présentation
Ce gâteau rond et moelleux, avec une croûte dorée sur laquelle des croisillons sont dessinés avec une fourchette, est essentiellement composé de beurre demi-sel, sucre, farine, jaune d'œuf, et levure chimique. Généralement nature, il est parfois fourré avec une crème de pruneaux, de framboises, ou encore de caramel au beurre salé, ou bien aromatisé avec un peu de rhum ou de fleur d'oranger,. 

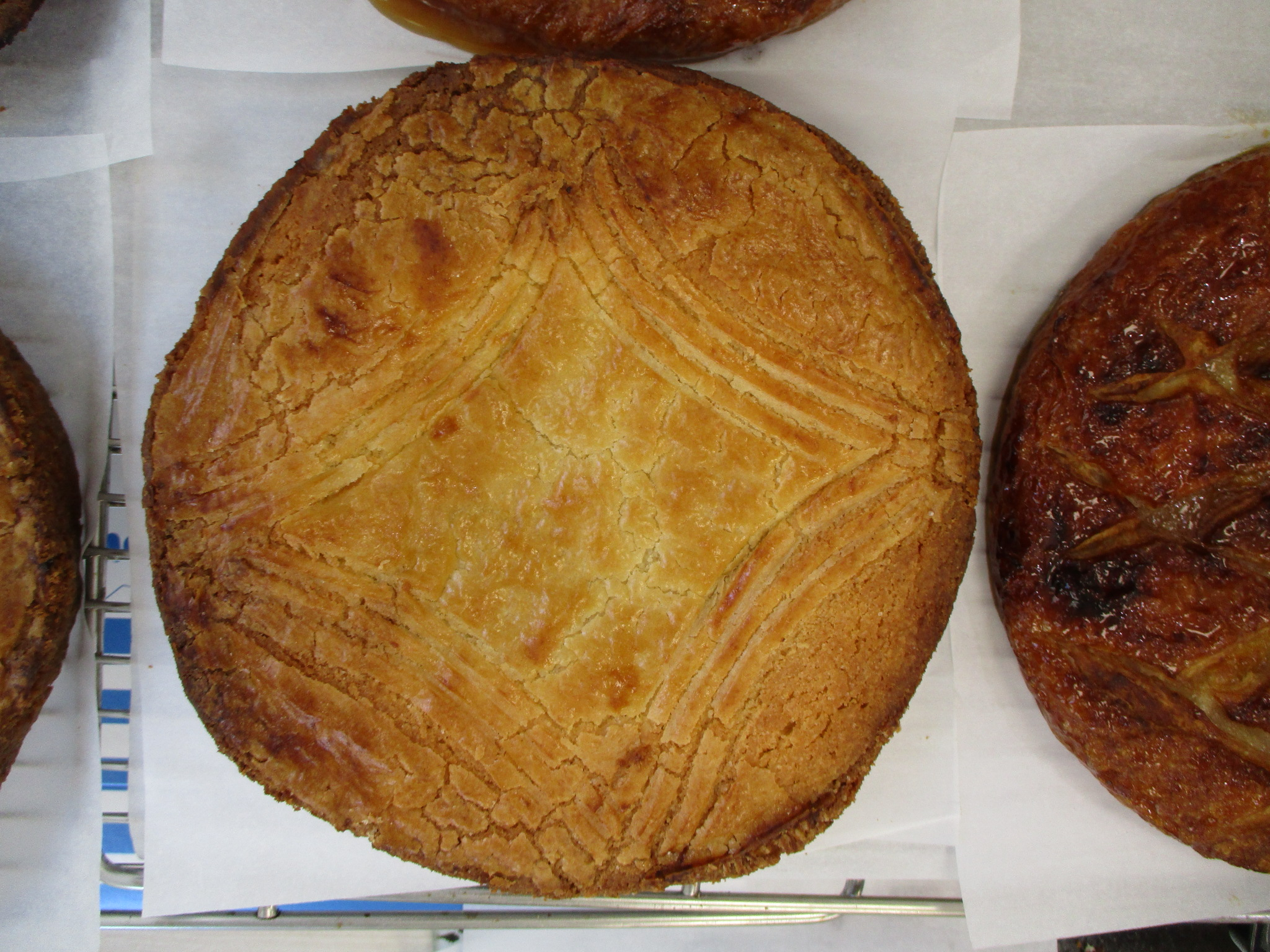
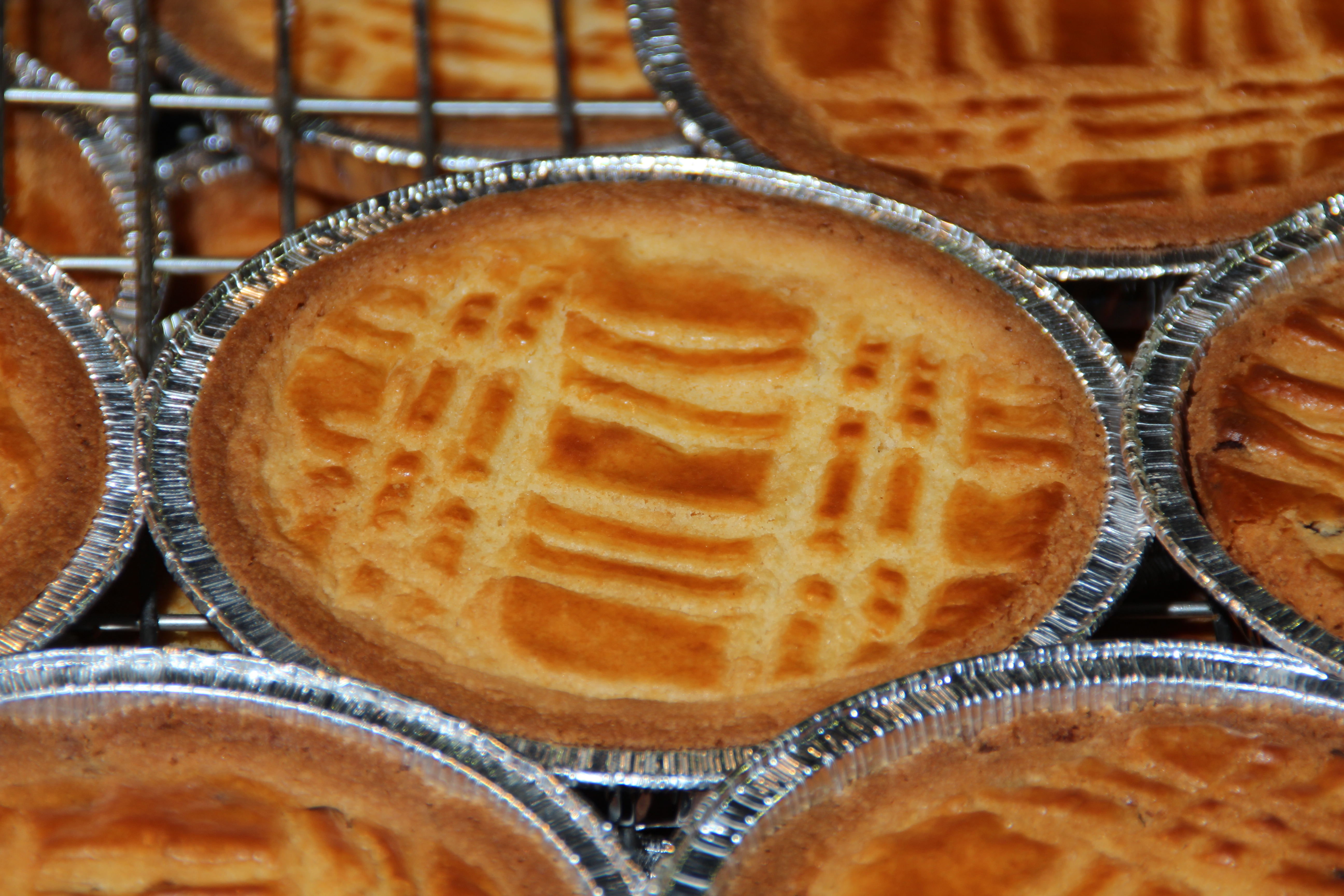

Sa texture très friable et sablée se rapproche de celle du palet breton. Le gâteau breton doit contenir au moins 20 % de beurre pour être considéré comme tel. Il se découpe généralement en parts en forme de losanges. Apprécié durci, ce gâteau possède d'excellentes propriétés de conservation, jusqu'à deux mois à l'abri de la lumière et de l'humidité.

## Histoire
Les origines du gâteau breton remonteraient aux années 1860, où le pâtissier Jean Crucer,,, originaire du canton des Grisons en Suisse, marié à une bretonne originaire de Port-Louis dans le Morbihan, aurait présenté sa spécialité bretonne lors de l'Expositions universelles de Paris de 1867, sous le nom de « gâteau Lorientais » pour lequel il remporte alors le premier prix de la catégorie « pâtisseries sèches ». A son retour à Port-Louis, ce gâteau rencontre un franc succès dans le pays de Lorient, vendu par son créateur et ses descendants dans leur pâtisserie-confiserie familiale de Lorient. Les marins bretons intègrent alors ce gâteau sec salé dans leur alimentation (à l'image du biscuit de mer) car il pouvait être conservé plusieurs semaines sur leurs navires en mer, au moins jusqu’au cap de Bonne-Espérance en Afrique du Sud.

## Concours mondial du gâteau breton
Un concours mondial du gâteau breton, à destination des particuliers, a vu le jour le 3 mars 2013 à Ploemeur dans le Morbihan, à l'occasion du festival breton Les Deizioù, organisé par l'association Emglev Bro an Oriant, fédération des associations culturelles bretonnes du pays de Lorient. Le but de ce concours est de fabriquer un gâteau breton traditionnel, soit en réalisant une recette donnée avec les ingrédients de base (farine, beurre, œufs et sucre), soit en utilisant sa propre recette ou une recette familiale. Lors de cette première édition, 130 gâteaux ont été réalisés et départagés par un jury de professionnels composé en majorité de pâtissiers et boulangers du pays de Lorient. Le gâteau devait être ensuite déposé chez un des commerçants partenaires du concours. Les critères d'évaluation se basaient sur l'aspect, la consistance, la saveur du gâteau ainsi que sa dimension traditionnelle (17 cm environ). Un habitant de Lorient a été sacré vainqueur du concours dans la première catégorie et une habitante de Bannalec dans la seconde catégorie.
Le record du plus grand gâteau breton a été réalisé à l'occasion de ce concours, avec 1,15 m de diamètre et 2,5 cm d'épaisseur, fabriqué par un habitant de Port-Louis, avec 140 œufs, 10 kg de farine, 6 kg de sucre et 6 kg de beurre. 